# Gömbugrókák
A gömbugrókák (Sminthuridae) a hatlábúak (Hexapoda) altörzsében az ugróvillások (Collembola) alosztályának egyik családja.

## Megjelenésük, felépítésük
Potrohuk gömbölyded, csápjuk hosszú és térdes, a szelvényezettségük elmosódott.

## Életmódjuk, élőhelyük
Epiedafikusok. Felszaporodva a termesztett növényeket károsíthatják — 1 m²-en akár 70 000 egyed is összegyűlhet.
Szaporodásuk módje meglehetősen szokatlan: a hím és a nőstény csápjuknál fogva összekapcsolódik, majd a nőstény a levegőbe emeli és rázogatja a jóval kisebb hímet. A hím a felszínre helyezi a spermatofórt, és hátrafelé mozogva fölé vezeti a nőstényt.

## Rendszertani felosztásuk
A két alcsaládba összesen nemet sorolnak:
- Sminthurinae alcsalád 19 nemmel:
  - Allacma
  - Austrosminthurus
  - Brevimucronus
  - Caprainea
  - Dietersminthurus
  - Disparrhopalites
  - Gisinurus
  - Lipothrix
  - Neosminthurus
  - Novokatianna
  - Papirinus
  - Paralipothrix
  - Pararrhopalites
  - Richardsitas
  - Sminthurus
  - Songhaica
  - Spatulosminthurus
  - Temeritas
  - Vesicephalus
- Sphyrothecinae alcsalád 4 nemmel:
  - Afrosminthurus
  - Amazoniatheca
  - Parasphyrotheca
  - Sphyrotheca